# Глибока шахта
Глибока шахта (рос. глубокая шахта, англ. deep mine, deep colliery; нім. tiefe Grube) — категорія шахт, які ведуть видобуток корисних копалин на глибинах, де умови розробки за впливом ряду основних природних і гірничотехнічних чинників значно відрізняються від умов у шахтах помірних глибин.
У глибоких шахтах здебільшого добувають вугілля, руди золота, алмази, поліметалічні руди.
Основні особливості гірничо-геологічних та гірничотехнічних умов — зростання впливу гірського тиску, інтенсивний вияв пластичних властивостей гірських порід, збільшення температури (на глибині 1000 м — до 36-40 °С), зростання числа та інтенсивності гірничих ударів, раптових викидів вугілля, порід і газу та ін.
Умовно прийнято для Донецького басейну вважати глибокими вугільні шахти з початковою глибиною вентиляційного горизонту понад 600 м при розробці пологих і похилих пластів та 700 м — крутих.
У Донецькому басейні до глибоких віднесені шахти імені В. М. Бажанова, імені О. О. Скочинського, «Прогрес», імені О. Г. Стаханова та ін.
За кордоном на шахтах Німеччини, Бельгії, Чехії, Великої Британії, Нідерландів і Франції глибина розробки перевищує 1000 м.
У Японії вугільні родовища розробляються глибокими шахтами, які працюють під дном Тихого океану нижче за рівень берегової лінії більш ніж на 600 м.
Видобуток вугілля під морським дном ведеться також у США і Великій Британії.
Шахти, які розробляють рудні родовища, умовно вважають глибокими при глибині розробки понад 600 м (до 1000—1200 м), далі їх відносять до категорії надглибоких (понад 2500 м).
Ускладнення умов розробки, характерні для рудних глибоких шахт, спостерігаються на різних глибинах. На одних глибоких шахтах температура гірських порід істотно підвищується на глибинах 700—1000 м (шахта «Морру-Велью» в Бразилії), на інших — з глибин 2000—2200 м (канадські шахти з видобутку золота). Найбільші глибокі шахти з видобутку золота — «Вітватерсранд» в ПАР (глибина розробки 3600-3800 м), «Чемпіон-Ріф» в Індії (3400 м), «Рандфонтейн пстейтс» в ПАР (3250 м), «Морру-Велью» (2457 м).